# 王幼玉记
《王幼玉记》，宋代传奇小说，作者柳师尹。
王真姬小字幼玉，本是京师人，後随父在湖南衡州做官。父亲不幸亡故，姊妹三人被迫沦为歌妓，“颜色歌舞，甲于伦辈”，但她一心只想找一个合意的丈夫。夏公酉旅游衡阳，衡阳郡侯举行宴会邀请他参加，宴會上公酉提出：“闻衡阳有歌妓名王幼玉，妙歌舞，美颜色，孰是也？”。郡侯郎中張公起就叫王幼玉出來行禮拜見。夏公酉一見果然驚為天人，寫了一首詩送給王幼玉。
後來幼玉与东都人柳富相恋，私定终身。柳富回鄉後因家人與里人反對，未能如约去替幼玉贖身。後來幼玉相思成疾。一天傍晚，柳富独自站在客厅，从屏风后探出人影，柳富一看，正是王幼玉。她說自己已死，將要投生到兖州西门张遂的家里，要他有空去看她。说完人就不见了。不久有人自衡阳来，说幼玉死前曾叮嘱：“吾今剪发一缕，手指甲数个，郎来访我，子与之。”柳富知道後潸然泪下。
此文最早见於刘斧《青琐高议》前集卷十。有人以為王幼玉的故事確有其人其事，陈耀文《花草粹编》卷二，記朱秋娘集句中有王幼玉之 “粉面羞搽淚滿腮”詩句。夏公酉（夏噩）與張公起都是當時名人。陆增祥《八琼室待访金石补正》也提到夏公酉曾前往衡阳拜會張公起。